# Црква Свете Тројице у Благају
Црква Свете Тројице у Благају код Купреса је храм Српске православне цркве и припада Митрополији дабробосанској. Храм је освећен 1890. године. У посљедњем рату је потпуно уништен, а дјелимично је обновљен 2001. године прилозима становника који су због рата напустили Купрес и одселили се у Канаду и САД.

## Историја
Храм у Благају грађен је од 1885. године. Темеље цркве коју је саградио народ благајски, освештао је парох Лука Лукић. Звоно храму поклонио је мостарски трговац Ристо Шантић. На Петровдан, 12. јула 1890. године, митрополит дабробосански Георгије Николајевић освештао је храм, уз присуство 14 свештеника и више од 2.000 вјерника. Поводом стогодишњице постојања, храм је генерално обновљен 1990. године.
Нема пуно сачуваних података о благајским свештеницима. Прије Другог светског рата благајски парох је био Марко Поповић до 1941. Послије Другог светског рата службовали су: Јован Поповић; Ранко Јотић; јеромонах Лаврентије Трифуновић 1961-1964; Васо Старовлах 1964-1973; Ранко Билинац 1973-1982; Зоран Перковић 1982-1993; Гвозден Арамбашић 1993-1995. Гвозден Арамбашић је дошао у Благај 1993. године и постављен за пароха благајског, а парохија је подијељена на двије - благајску и купрешку. Сједиште купрешке парохије је у Купресу, где је 1991. године започета изградња цркве, коју је прекинуо рат. Посљедњи српски живаљ је у ноћи између 10. и 11. септембра 1995. напустио Благај пред хрватском војском, а са њима и свештеник Гвозден Арамбашић који је наставио службу у Рогатици.

## Повратак на рушевине
Први Срби су, послије рата у Босни и Херцеговини, дошли у Благај 4. фебруара 1996. године и затекли уништену и минирану цркву, а запаљен је и парохијски дом који је саграђен 1977. године. Приликом чишћења рушевине нађено је двадесетак неексплодираних противтенковских мина.
Обнова цркве започета је на иницијативу Срба благајског и купрешког краја који су 1995. избјегли у Канаду и Сједињене Америчке Државе. Темељи за обнову светиње су освећени 2003. године. Годину дана касније градња је завршена, па је освећен и храм који привремено опслужује свештеник Миленко Сандић, парох бањалучки.